# Baz (artiest)
Bas Maes (Mechelen, 16 juni 1985), bekend onder de artiestennaam Baz, is een Belgische hiphopartiest en muziekmanager.

## Loopbaan
Baz begon met muziek maken in 2000. In 2005 verscheen zijn eerste demo, "Bombaztisch". In 2006 werd de single "Zomer" (met Pita, Shockproof en Drei) opgepikt door Radio Donna als zomerhit en mochten de artiesten het nummer spelen op 10 om te zien. "Zomer" stond een week in de Ultratop 50.
In 2007 bracht hij met de Nederlandse zangeres SAGE de single "Alles" uit, gevolgd door het debuutalbum PuntKomma in 2008. In datzelfde jaar maakten Tiewai en Baz de ep Contrast.
Een tweede album, Stadsleven, verscheen in 2011. In 2012 brachten Baz en jazzproducer Claude Hugo een gezamenlijk album uit.
In 2014 richtten Baz en beatboxer Fatty K het label Marmalade Productions op. Hij is te horen op labelcompilaties BosbessenMarmalade en Bitterzoet, respectievelijk in 2015 en 2016. In 2017 verscheen de ep Dag Wereld met producer Wits, met daarop de gelijknamige single.
Sinds die laatste release richt Baz zich vooral op de begeleiding van jonge acts. Met zijn managementbureau Word! begeleidt hij artiesten als WIM, Tiewai, MEDS en Okkupeerder. Baz was in 2018 medeorganisator van het platform Mechelen Hiphopstad, dat 20 jaar Mechelse hiphopgeschiedenis in de kijker zette, en in 2019 van Lokale Helden Leuven.
In 2020 bracht Baz met WIM de single "Blij" uit en met Tenshun en Kern Koppen "Oef".
In 2023 bracht hij het solo-album Schetsen uit met nieuwe nummers die hij sinds het begin van de coronapandemie schreef.